# Philippine Republic Presidential Unit Citation
La Philippine Republic Presidential Unit Citation, est une décoration d'unité de la République des Philippines. Elle a été décernée à certaines unités de l'armée américaine et de l'armée philippine du Commonwealth pour des actions menées pendant et après la Seconde Guerre mondiale.

## Histoire
L'insigne de citation de l'unité présidentielle de la République des Philippines (PRPUCB) a été créé par le siège des Forces de défense nationale des Philippines le 14 septembre 1946 pour être décerné pour un service méritoire extraordinaire pendant la Seconde Guerre mondiale. Le prix est décerné au nom du président de la République des Philippines.

### Seconde Guerre mondiale
Toutes les unités militaires américaines et les navires de guerre qui ont obtenu l'une des étoiles de service philippines et certains sous-marins qui ont maintenu un contact physique avec les forces militaires de la guérilla philippine du Commonwealth et les forces de guérilla locales reconnues pendant l'occupation japonaise des Philippines pendant la Seconde Guerre mondiale ont droit à la décoration : 
- Pour service à la défense des Philippines du 7 décembre 1941 au 10 mai 1942
- Pour service dans la libération des Philippines du 17 octobre 1944 au 4 juillet 1945

### Opérations de secours en cas de catastrophe
La Citation de l'unité présidentielle philippine pour les opérations de secours en cas de catastrophe a été décernée à : 
- L'armée philippine et l'US Navy Disaster Task Force (du 1er septembre au 14 décembre 1970) et les unités du Marine and Marine Corps du Joint US Military Advisory Group, Philippines Amphibious Ready Group Alpha (21-26 octobre 1970) pour les efforts de secours pendant plusieurs catastrophes naturelles survenues aux Philippines du 1er août au 15 décembre 1970 (série de typhons) et du 21 juillet au 15 août 1972 (pluies de mousson et inondations associées).
- US Naval Hospital, Subic Bay pour la période du 1er août 1987 au 30 novembre 1991 et
- L'USS Sterett (CG-31) pour la période de mai 1989 à juin 1999.
- Joint Task Force 510 et Joint Special Operations Task Force-Philippines en février 2005, par le président Gloria Macapagal-Arroyo aux membres des deux unités servant entre le 31 janvier 2002 et le 31 juillet 2002 à l'appui de l'exercice « RP-US Balikatan 02-1 » dans le sud Mindanao. JTF-510 / JSOTF-Philippines visant à réduire les menaces de terrorisme et a fourni une assistance pour la formation, les activités socio-économiques et les projets de génie civil, en particulier à Basilan et à Zamboanga City.